# McLeansboro
McLeansboro és una població dels Estats Units a l'estat d'Illinois. Segons el cens del 2000 tenia 2.945 habitants.

## Demografia
Segons el cens del 2000, McLeansboro tenia 2.945 habitants, 1.265 habitatges, i 747 famílies. La densitat de població era de 496,5 habitants/km².
Dels 1.265 habitatges en un 26% hi vivien nens de menys de 18 anys, en un 44,6% hi vivien parelles casades, en un 11,1% dones solteres, i en un 40,9% no eren unitats familiars. En el 38,4% dels habitatges hi vivien persones soles el 23,9% de les quals corresponia a persones de 65 anys o més que vivien soles. El nombre mitjà de persones vivint en cada habitatge era de 2,19 i el nombre mitjà de persones que vivien en cada família era de 2,91.
Per edats la població es repartia de la següent manera: un 22,8% tenia menys de 18 anys, un 8,3% entre 18 i 24, un 22,7% entre 25 i 44, un 20,6% de 45 a 60 i un 25,7% 65 anys o més.
L'edat mediana era de 42 anys. Per cada 100 dones de 18 o més anys hi havia 74,4 homes.
La renda mediana per habitatge era de 22.183 $ i la renda mediana per família de 35.296 $. Els homes tenien una renda mediana de 35.114 $ mentre que les dones 18.125 $. La renda per capita de la població era de 15.354 $. Aproximadament l'11,9% de les famílies i el 19,7% de la població estaven per davall del llindar de pobresa.

## Poblacions més properes
El següent diagrama mostra les poblacions més properes.